# Ralfs Jansons
Ralfs Jansons (7 agosto 1971) è un ex cestista lettone, fino al 1991 sovietico.

## Carriera
Con la Lettonia ha disputato i Campionati europei del 1997.